# Flumeri
Flumeri – miejscowość i gmina we Włoszech, w regionie Kampania, w prowincji Avellino.
Według danych na 1 stycznia 2022 roku gminę zamieszkiwało 2578 osób (1255 mężczyzn i 1323 kobiety).